# Les Trois Manchots
Les Trois Manchots (titre original : The Princess) est une nouvelle de l'écrivain américain Jack London, publiée de manière posthume aux États-Unis en 1918.

## Historique
La nouvelle est publiée initialement dans le Cosmopolitan en juin 1918, avant d'être reprise dans le recueil The Red One en octobre 1918.

## Éditions

### Éditions en anglais
- The Princess, dans le Cosmopolitan, périodique, juin 1918.
- The Princess, dans le recueil The Red One, New York ,The Macmillan Co, octobre 1918.

### Traductions en français
- Les Trois Manchots, traduction de Louis Postif, in Les Condamnés à vivre, recueil, U.G.E., 1974.
- Les Trois Manchots, traduit par François Postif, in Mille fois mort, recueil, 10/18, 1981.
- Les Trois Manchots, traduit par Louis Postif, in Un Petit soldat et autres histoires d’hommes, recueil, Folio Junior, avril 1981.